# Hugh FitzRoy
Hugh Denis Charles FitzRoy, 11e hertog van Grafton (Kaapstad, 3 april 1919 – Thetford, 7 april 2011) was een Brits hertog. Hij was de zoon van Charles FitzRoy, 10e hertog van Grafton, en Doreen Maria Josepha Sydney Buxton, dochter van Sydney Buxton, graaf van Buxton. Hij is een afstammeling van Karel II van Engeland.
Op 12 oktober 1946 trad FitzRoy in het huwelijk met Ann Fortune FitzRoy (de voormalig Mistress of the Robes van Elizabeth II, letterlijk: meesteres van de gewaden).
Ze hadden vijf kinderen: 
- James Oliver Charles Fitzroy, graaf van Euston (13 december 1947 - 1 oktober 2009) huwde met Clare Amabel Margaret Kerr, dochter van Peter Kerr, 12e markies van Lothian. Samen hadden ze één zoon, Henry FitzRoy, 12e hertog van Grafton, en vier dochters.
- Henrietta Fortune Doreen FitzRoy, weduwe van Edward St. George met wie ze twee kinderen had.
- Virginia Mary Elizabeth FitzRoy, echtgenote van Ralph Kerr, zoon van Peter Kerr, 12e markies van Lothian.
- Charles Patrick Hugh FitzRoy, echtgenoot van Diana Miller-Stirling.
- (Olivia) Rose Mildred FitzRoy, echtgenote van Guy Monson.

In 1976 werd FitzRoy lid gemaakt van de orde van de Kousenband. Tevens was hij voorzitter van het International Students House in Londen.
FitzRoy overleed in 2011 en werd opgevolgd als hertog door zijn kleinzoon.
Zijn echtgenote overleed tien jaar later in december 2021 op 101-jarige leeftijd.